# ウクライナのカトリック

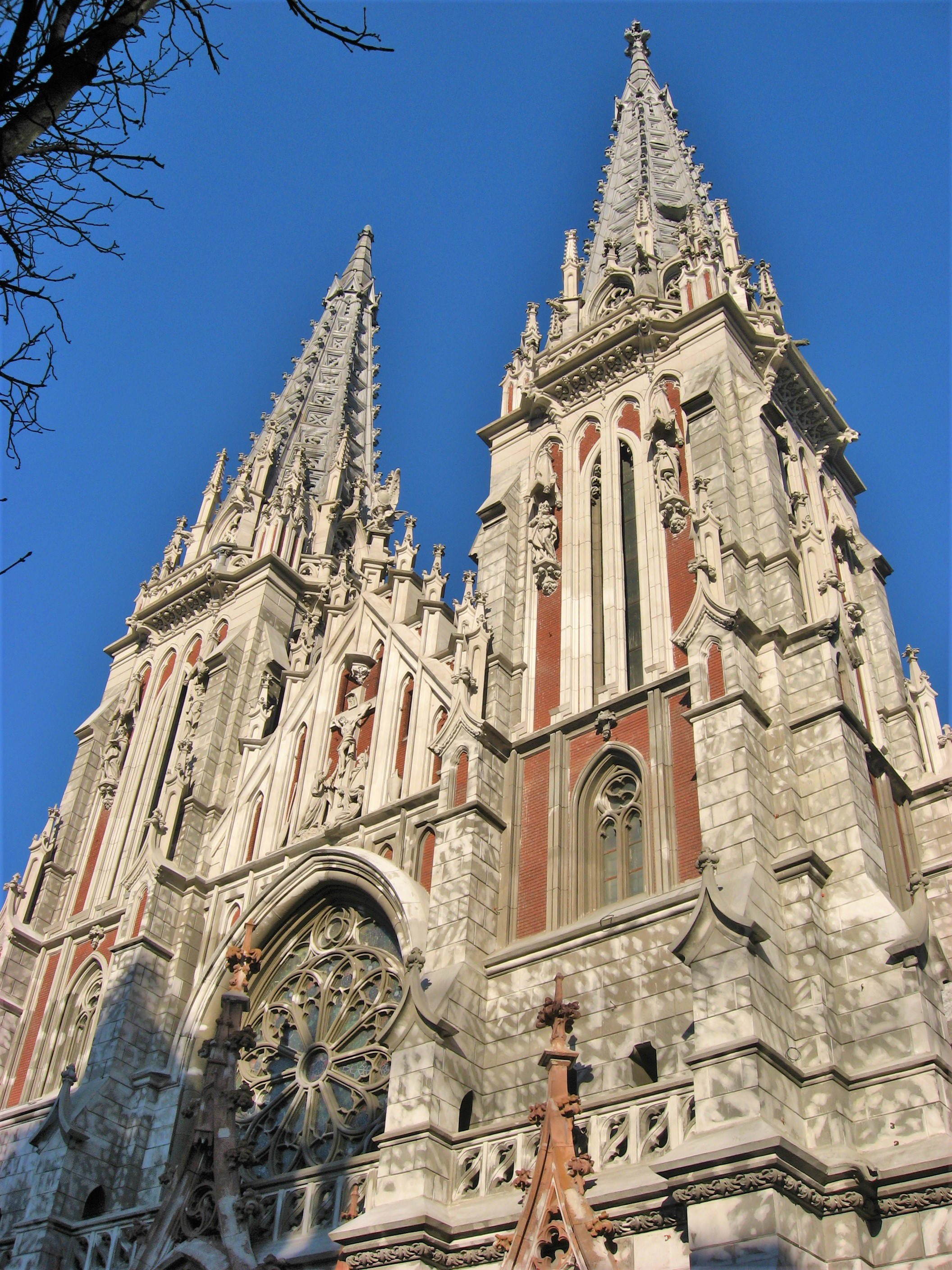
St. Nicholas Cathedral in Kiev.

ウクライナのカトリック教会（ウクライナのカトリックきょうかい）は、世界的なカトリック教会の一部であり、教皇の精神的指導とローマの司教顧問会の傘下に置かれている。現在の大司教はMieczysław Mokrzyckiであり、2007年9月29日に教皇ベネディクト16世によって叙階された。

## 歴史と資料
この国には約4百万人、全人口の約8%のカトリック教徒がいる。ウクライナでのローマ・カトリック教会は2007年の情報では、905の共同体、88の修道院、656人の修道僧や修道女、527人の司祭、713の教会(74の教会が建設中)、39の宣教団、8の教育機関、551の日曜学校、14の定期的教育がある。
ウクライナのカトリック教徒に更に言及すると、その他に3つの教会が存在する。ウクライナ東方カトリック教会、ルーシ・カトリック教会、そしてアルメニア・カトリック教会である。
ウクライナのカトリック教徒の大多数はウクライナ東方カトリック教会に所属している。現代ウクライナの西部に広がっているローマ教会はポーランドやポーランド人に強く結び付いている。
2001年に、教皇ヨハネ・パウロ2世がウクライナを訪問、キエフやリヴィウで公式と非公式の階段を開催した。明確にローマ・カトリックとウクライナ東方カトリック教会は彼らの精神的父親の訪問を暖かく歓迎した。カトリックでない信仰共同体は、経済的問題や社会問題に悩まされている国で、教皇の訪問が精神的かつ文化的刷新を促す事を望むと表明した。
2007年の情報では、カトリックの慈善団体カリタス・スペースは500人の従業員とボランティアを抱えている40のセンターを持っている。カリタスは孤児の為に60人の子供達と共に6つの家族形式の施設と、キエフ、ジトーミル、イヴァーノ＝フランキーウシクといった街の環境の良い場所に建設されたリハビリの為のキャンプを運営し、毎年2500人の子供達を生活させている。約1万2千人のウクライナ人の子供達、主にチェルノブイリの被害者、孤児、貧困層に生まれた子供達が2002年から2007年にかけて健康状態が向上した。

## 聖職位階制
ウクライナのローマ・カトリック司教区の一覧を参照。

## ウクライナのローマ・カトリック大聖堂
- カームヤネツィ＝ポジーリシクィイの聖ペトロとパウロ准司教座聖堂（英語版）
- ハルキウの聖母マリア准司教座聖堂（英語版）
- ザポリージャの慈悲深き神の准司教座聖堂（英語版）
- ジトーミルの聖ソフィア准司教座聖堂（英語版）
- キエフの聖アレクサンドル大聖堂（英語版）
- ルーツィクの聖ペトロとパウロ大聖堂（英語版）
- リヴィウの聖母マリア被昇天大聖堂（英語版）
- ムカチェヴォのトゥールの聖マルティヌス大聖堂（英語版）
- オデッサの聖母マリア大聖堂（英語版）[7]